# Canisius (stroop)
Canisius was een stroopfabriek in de Limburgse buurtschap Nagelbeek, gemeente Beekdaelen die op 1 november 2020 werd overgenomen door stroopfabrikant Frumarco uit Beesel. Volgens het persbericht van Frumarco gaat het om het samenvoegen van de bedrijfsvoering. Het produceert onder andere de Rinse Appelstroop.
In 1903 begon fruitteler Jean Canisius uit de buurtschap Nagelbeek met het stoken van stroop. Hiervoor gebruikte men fruit uit eigen boomgaard dat door beschadigingen als het gevolg van weersinvloeden niet meer geschikt was voor consumptie. In die periode waren meer stroopstokers actief in Limburg, onder andere Solberg (stroop) in Puth-Schinnen en Sicof in Beek (Limburg). De laatstgenoemde was een van de fabrieken waaruit Frumarco is ontstaan.
Tijdens de Tweede Wereldoorlog werden ook uit de Sint Dionysuskerk te Schinnen door de Duitsers de klokken geroofd om die om te smelten tot oorlogswapens. Na de oorlog werd in Schinnen een inzamelingsactie gehouden voor de aanschaf van nieuwe klokken. Toen Jean Canisius de historische vraag "Jonge, wat kostte die dènger?" (Jongens, wat kosten die dingen?) stelde, hoefden de collectanten niet langer verder te collecteren, want de heer Canisius schonk drie klokken.
Begonnen werd in Nagelbeek waar tegenwoordig in de oude stokerij een klein museum is gehuisvest. In 1956 werd begonnen met de bouw van de huidige fabriek aan de Borgerweg, naast de spoorlijn van Heerlen naar Sittard, die in 1958 in gebruik werd genomen en per 2020 nog steeds in gebruik was. Jean Canisius was niet gehuwd, hij woonde samen met zijn zus Josefina hij had ook geen kinderen, hij had wel een pleegdochter, een Oostenrijks meisje, Poldi. Na zijn overlijden kwam de fabriek in handen van Henssen. Sindsdien ging de stroopfabriek door het leven als Canisius - Henssen. Canisius stroop exporteert naar Australië, Amerika, Zuid-Afrika en diverse Europese landen. Naast de bekende rinse appelstroop produceert het bedrijf ook perenstroop, appel/perenstroop en biologische stroop.
In 2003 vierde Canisius het 100-jarig bestaan, en werd de fabrikant van deze Limburgse lekkernij door Koningin Beatrix benoemd tot hofleverancier.
Naast haar eigen merk produceert Canisius ook stroop voor de Aldi discountsupermarkten onder de merknaam Jopie Appelstroop. Op de blauwe fotobeker van de eerdere merknaam Collo was een afbeelding geplaatst van een van de latere directeuren, te weten Jean Piërre Henssen, die toen de foto gemaakt werd, eind jaren 60, zes jaar oud was.